# Fort Pierce
Pour les articles homonymes, voir Pierce.
La ville de Fort Pierce est le siège du comté de Saint Lucie, situé en Floride, aux États-Unis.

## Géographie
Située à 88 km au nord de West Palm Beach, sur une côte peu à peu gagnée par l'urbanisation, la ville possède l'avantage de bénéficier des plages tranquilles de l'île voisine d'Hutchinson Island, au-delà de la voie navigable de l'Intracoastal Waterway.
La municipalité s'étend sur 26,51 milles carrés (68,66 km2), dont 20,57 milles carrés (53,28 km2) de terres.

## Histoire
Le fort Pierce était le quartier général de l'armée du général Thomas Jesup durant la seconde guerre séminole. Il doit son nom au lieutenant-colonel Benjamin Kendrick Pierce (en), frère du président Franklin Pierce.
En 1901, la ville de Fort Pierce comptait à peine 300 habitants. Elle acquit le statut de municipalité et devint un centre florissant d'agrumiculture et d'élevage bovin.
Durant la Seconde Guerre mondiale, l'endroit servit à l'armée, qui y installa une base d'entraînement pour ses unités amphibies spéciales. De nos jours, maraîchage, culture des agrumes et élevage de bétail emploient environ 10 % de la population active.
Grâce aux plages des îles du cordon littoral, qui attirent à la fois vacanciers et propriétaires de résidences secondaires, le commerce et les services contribuent également à l'économie locale. Du fait de sa position géographique, la région se prête particulièrement bien à l'étude du milieu marin. Ainsi, l'Harbor Branch Oceanographic Institute, inaugurée en 1971, jouit d'une renommée internationale.

## Démographie
Selon le recensement de 2010, Fort Pierce compte 41 590 habitants.
| 1910  | 1920  | 1930  | 1940  | 1950   | 1960   |
| ----- | ----- | ----- | ----- | ------ | ------ |
| 1 333 | 2 115 | 4 803 | 8 040 | 13 502 | 25 256 |

| 1970   | 1980   | 1990   | 2000   | 2010   | - |
| ------ | ------ | ------ | ------ | ------ | - |
| 29 721 | 33 802 | 36 830 | 37 516 | 41 910 | - |